# هیس (مجموعه تلویزیونی)
هیس (به کره‌ای: 허쉬) (به انگلیسی: Hush) مجموعه تلویزیونی کره جنوبی محصول سال ۲۰۲۰ با بازیگری هوانگ جونگ-مین و یونآ بر اساس رمان هشدار سکوت اثر یونگ جین یانگ است. این سریال نخستین‌بار در ۱۱ دسامبر سال ۲۰۲۰ از شبکه جی‌تی‌بی‌سی پخش شد.

## خلاصه داستان
سریال کره‌ای هیس یک درام اداری دربارهٔ خبرنگاران روزنامه‌ها و مبارزات روزمره آن‌ها و همچنین مشکلات و معضلات اخلاقی‌است که هرلحظه امکان دارد، به سبب شغلی که دارند، برایشان پیش بیاید.

## بازیگران

### بازیگران اصلی
هوانگ جونگ-مین در نقش نقش هان جون هیوک
یونآ در نقش لی جی سو

### بازیگران فرعی
سون بیونگ هو در نقش نا یونگ
کیم جه چول در نقش پارک میونگ هوان
یو سان در نقش یانگ یون کیونگ
یونگ جون به عنوان چوی کیونگ وو
لی جی هون در نقش یون سانگ گیو
کیم وون هی در نقش یونگ سه جون
پارک هو سان در نقش اوم سونگ هان
لی سونگ جون در نقش کیم گی ه‌ها
چوی کانگ سو در نقش جو دونگ ووک
کیونگ سو جین در نقش اوه سو یون
من سونگ جائی در نقش کانگ جو آن
لی سونگ وو در نقش هونگ گیو تائه